# Каховське водосховище
Кахо́вське водосхо́вище — одне з шести великих водосховищ у каскаді на річці Дніпро, у Запорізькій, Дніпропетровській та Херсонській областях. Заповнено у 1955—1958 роках. Знищено неконтрольованим підривом греблі Каховської ГЕС російськими окупантами під час повномасштабного вторгнення.
Вночі 6 червня 2023 року російські окупанти підірвали Каховську ГЕС. Через неконтрольований витік води водосховище у штучному вигляді перестало існувати, рівень води та площа поверхні в межах водойми загалом повернулися до показників рівнів та площі поверхні дзеркала Дніпра та інших річок його басейну в період до створення водосховища, натомість відбулися підтоплення (переважно тимчасові) населених пунктів та прибрежних земель нижче за течією Дніпра та значне опріснення Дніпровсько-Бузького лиману.

## Загальний опис в період існування

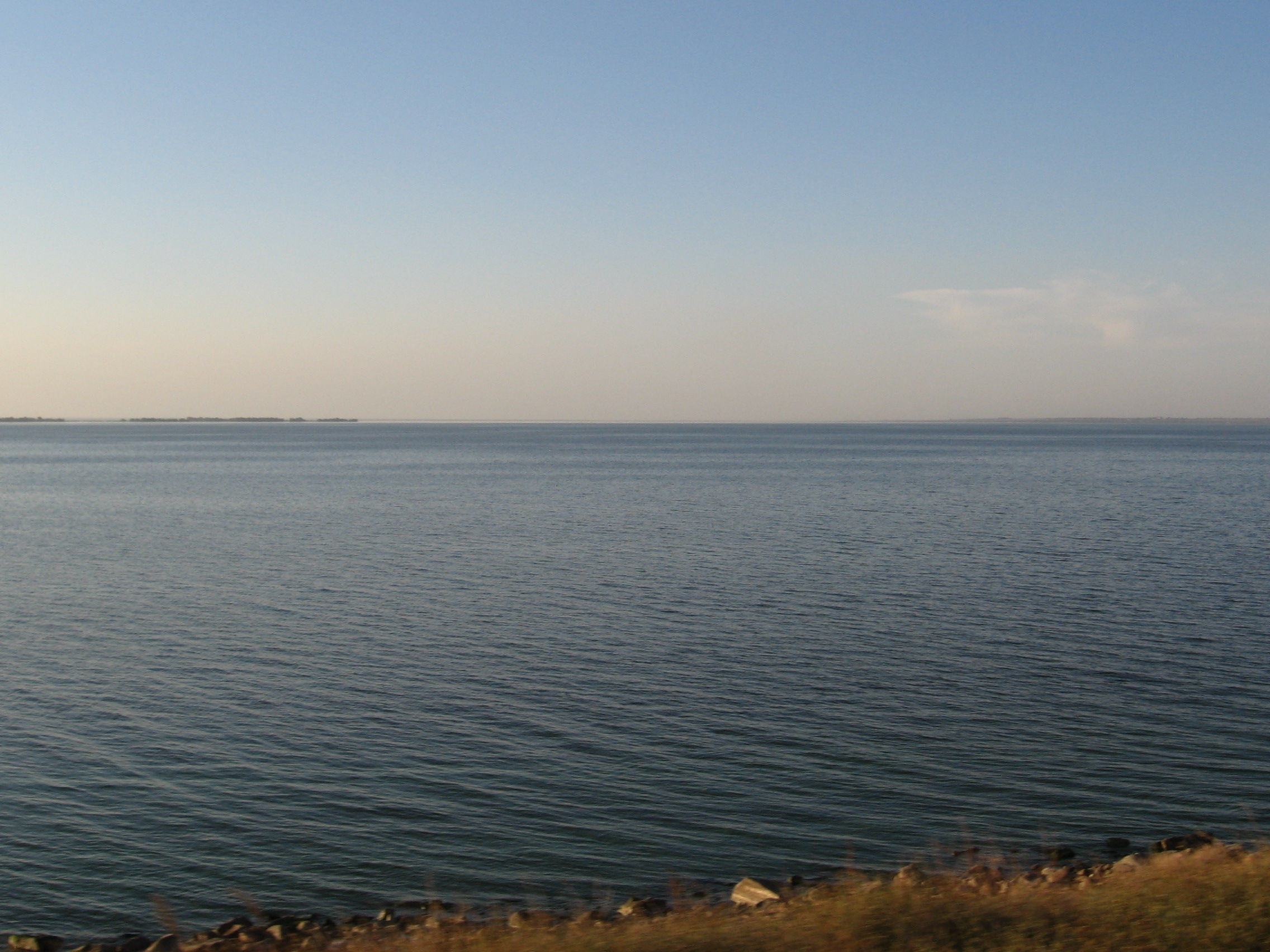
Каховське водосховище

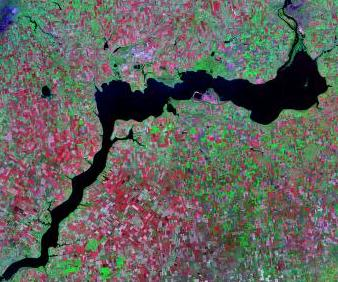
Landsat Каховське водосховище

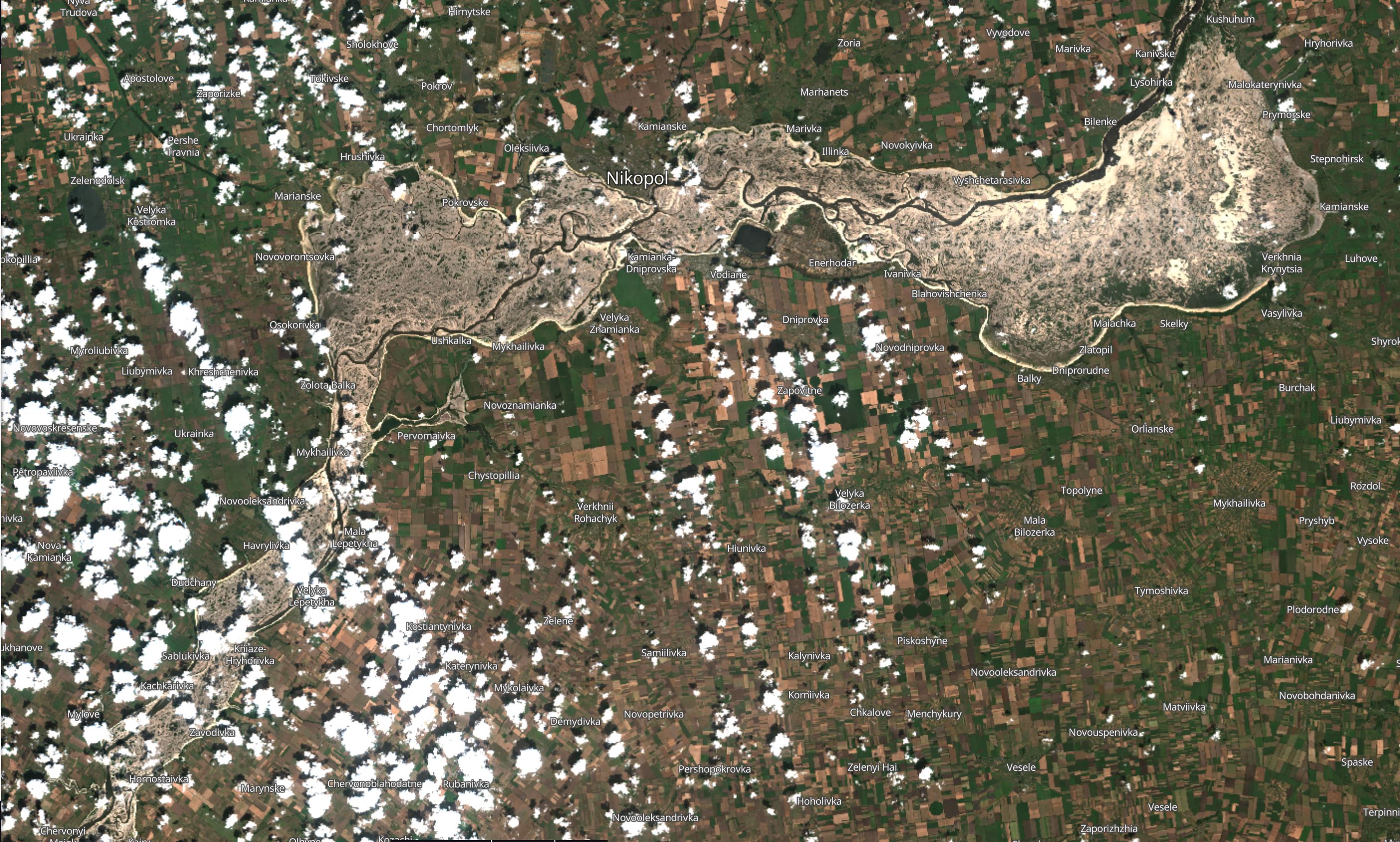
Знімок із супутника Sentinel-2 L2A, зроблений 15 липня 2023 року та показаний як справжній колір (діапазон 4,3,2).

Створене греблею Каховської ГЕС (гребля — Нової Каховки). Заповнено у 1955—1958 роках.
Довжина водосховища 230 км, пересічна ширина 9,4 км (максимальна — 24 км). Площа складала 2155 км², об'єм води 18,2 км³. Довжина берегової лінії 896 км. Мало сезонне регулювання стоку. Коливання рівня води до 3,3 м, водообмін відбувався 2—3 рази на рік. Мертвий рівень — 12,7 м. Береги переважно круті, розчленовані глибокими балками, лише на окремих ділянках пологі (див. Кам'янський під), піщані. Є багато островів (наприклад орнітологічний заказник «Великі і Малі Кучугури»). Температура води влітку до +24 °C. Замерзає наприкінці листопада — на початку грудня, скресає у середині лютого — на початку березня. Товщина криги 17—37 см. У липні — серпні відбувалося «цвітіння води», яке охоплювало до 80—95 % акваторії.
До повного спрацювання використовувалось для водопостачання,  зрошування,  судноплавства, рибного господарства, рекреації.
З водоймища починається Каховський канал, Північнокримський канал і канал Дніпро — Кривий Ріг. На Каховському водосховищі розташовані річкові порти у Нікополі, Енергодарі, Кам'янці-Дніпровській. Уздовж лівого берега водоймища пролягають залізничні магістралі із Запоріжжя в Сімферополь і Херсон та Кривбас — Запоріжжя — Донбас.
Було місцем відпочинку, а також аматорського й спортивного рибальства.

## Флора та фауна
До моменту повного спрацювання у 2024 році, фауна включала понад 150 видів зоопланктону, понад 180 — безхребетних, 56 — риб. У прибережних заростях — місце гніздування птахів (пірникоза велика, лиска, крижень, різні види мартинів тощо). Після повного спрацювання водосховища дослідження флори та фауни не проводилось, оскільки зона Каховського водосховища є зоною бойових дій

## Історія
Каховське водоймище покрило водою величезну територію найродючіших земель, у тому числі дніпровські плавні. Заплавні луги, озера, ліси — були зайняті екосистемами, важливими для багатьох видів флори і фауни. Мережа каналів покрила величезну територію, перетворивши її в сприятливу для землеробства зону.
На дні водоймища перебуває історична місцевість — Великий Луг, а також перебуває столиця хана Мамая місто Замик (неподалік від колишнього місця впадіння річки Кінської у Дніпро).
При заповненні водосховища було затоплено близько 90 сіл. Щороку у водоймище йшло від 1 до 3 метрів берегової лінії.
Через кліматичні зміни та господарську діяльність людини обсяг скидів води з дамби Каховської ГЕС постійно скорочувався: у 1971 році було скинуто 80 км3, у 1981 році — 60 км3, у 1991 році — 42 км3, у 2001 році — понад 39 км3, а у 2018 році — 39,4 км3.
Впродовж 2010-х років навесні на водосховищі тримався рівень в районі 15,5—16 м. Взимку рівень води могли зменшувати до 14,5 м.
Затоплені села: правий берег — Анастасіївка, Гаврилівка (перенесене), Грушівка, Іванівка, Кам'янка, Копсурівка, Крамарева, Комарівка, Леонтіївка, Ново-Павлівка, Оленівка, Нечаївка, Софіївка, Малі Гирла, Великі Гирла, Золота Балка (частково перенесене).
Лівий берег: Володимирівка, Катеринівка.

### Російсько-українська війна
У січні-березні 2023 року російські загарбники, що на той час окупували частину півдня України, почали осушувати водосховище.
6 лютого 2023 року було зареєстровано найнижчий рівень води у водосховищі — 13,71 м, що на 130 сантиметрів нижче нормального показника і лише на один метр більше за рівень мертвого об'єму — 12,7 м. Завдяки таненню снігів та рясним дощам рівень води відтоді дещо зріс. Рівень води й надалі стрімко зростав та 6 травня досяг 17,12 м, що був максимальним показником за попередні роки.
Слід зазначити, що система охолодження Запорізької АЕС розрахована на роботу при рівні води у водосховищі не менше 13,2 метра.
Окупанти підтримували аномально високий рівень води решту весняних місяців аж поки 6 червня 2023 року, близько 02:50, підірвали греблю Каховської ГЕС. Водосховище стало стрімко втрачати воду, у населених пунктах нижче за течією Дніпра на звільнених територіях (правий берег) була оголошена евакуація населення.
Надвечір 8 червня 2023 року рівень води у водосховищі впав до рівня 12,5 м, тобто, опустився нижче «мертвої» точки у 12,7 м. Станом на 08:00 9 червня рівень води у водосховищі продовжував падати та досяг позначки 11,74 м. Через трохи менше добу — о 06:00 10 червня рівень води в районі Нікополя впав на майже 1,2 м до позначки 10,55 м. Станом на 12:00 11 червня рівень води становив 9,17 м (що на 18 см нижче за рівень кількома годинами раніше — об 8:00), на цей час водосховище втратило 70 % або 13,95 км³ води.
Надвечір 11 червня 2023 року, після втрати 73 % води (тобто, об'єм водосховища на той час становив близько 5,4 км³) наявні гідрологічні пости у Нікополі та Розумовці втратили гідравлічний зв'язок з руслом Дніпра а з ним — можливість вимірювати рівень води, в свою чергу оголені мулові відклади заважають співробітникам «Укргідроенерго» перемістити станції моніторингу.
Після спрацювання водосховища на поверхню було вивільнено затоплені колись історичні об'єкти і землі: Великий Луг, частину Нової Січі, залишки Покровської Січової церкви (що поблизу Покровського).

## Природоохоронні території
- Великий Луг (національний природний парк)
- Кам’янська Січ
- Заказник «Великі і Малі Кучугури»
- Ландшафтний заказник «Каїрська балка»
- Ландшафтний заказник «Урочище Май Гора»
- Ландшафтний заказник «Кам’янський лісовий масив»
- Ландшафтний заказник «Іванівський бір»
- Ландшафтний заказник «Водянські кучугури»
- Заповідне урочище «Стояни»
- Заповідне урочище «Малокаховський бір»
- Парк-пам’ятка садово-паркового мистецтва: «Дендропарк Каховського лісгоспзагу»

## Об'єкти на берегах водоймища
- Свято-Григорівський Бізюків монастир — культова споруда, що контролюється РПЦвУ, розташована на правому березі поруч із селом Червоний Маяк.
- Курган «Мамай-гора» — на лівому березі близько села Велика Знам'янка.
- Церква Різдва Святої Богородиці — на лівому березі в селі Князе-Григорівка.
- Приморський Успенський монастир на лівому березі в селі Приморське.
- Острови Кучугури у Каховському водосховищі (с. Приморське).

### Козацькі Січі (зазначені від верхів'я до гирла)
- Хортицький замок — на острові Байда.
- Томаківська Січ — на правому березі, неподалік від Марганцю, в гирлі річки Томаківки.
- Микитинська Січ — на Стукаловому острові, навпроти Нікополя. У цей час територія затоплена.
- Чортомлицька Січ — на правому березі, біля села Капулівка, в гирлі річки Чортомлик.
- Нова Січ — на правому березі, неподалік від села Покровське.
- Базавлуцька Січ — на правому березі, в гирлі річки Базавлук.
- Кам'янська Січ — на правому березі, поруч із селом Республіканець, в гирлі річки Кам'янки.

## Заходи безпеки
Контроль за станом безпеки греблі водосховища та гідроелектростанції здійснювали Міністерство енергетики та вугільної промисловості України, Державне агентство водних ресурсів України, Державна служба України з надзвичайних ситуацій, Український гідрометеорологічний центр.
За результатами проведених 24 березня 2017 року досліджень поверхневих вод, гідрохімічний стан води у Каховському водосховищі перебував на задовільному рівні.

## Галерея

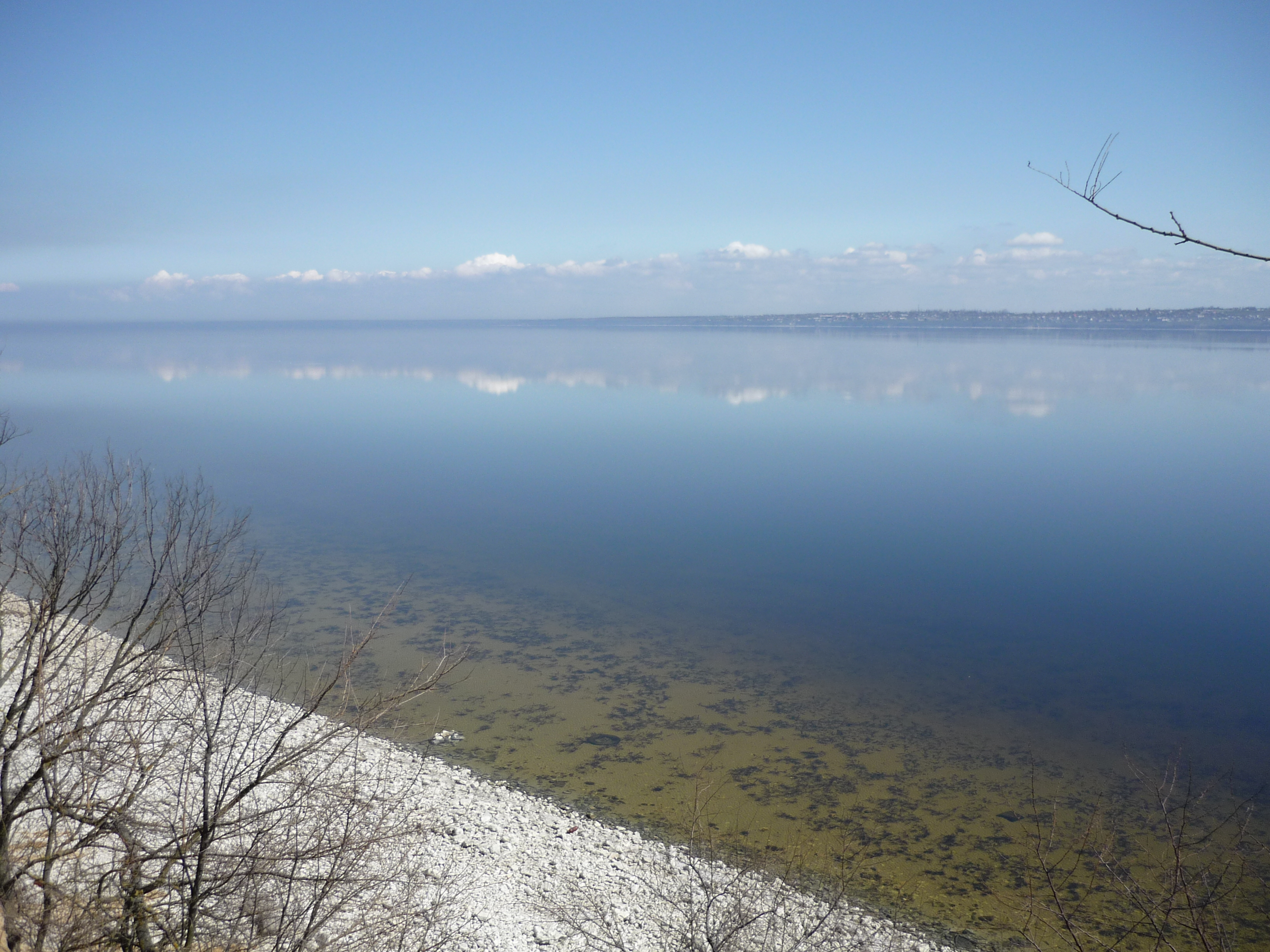
Штиль на Каховському водосховищі
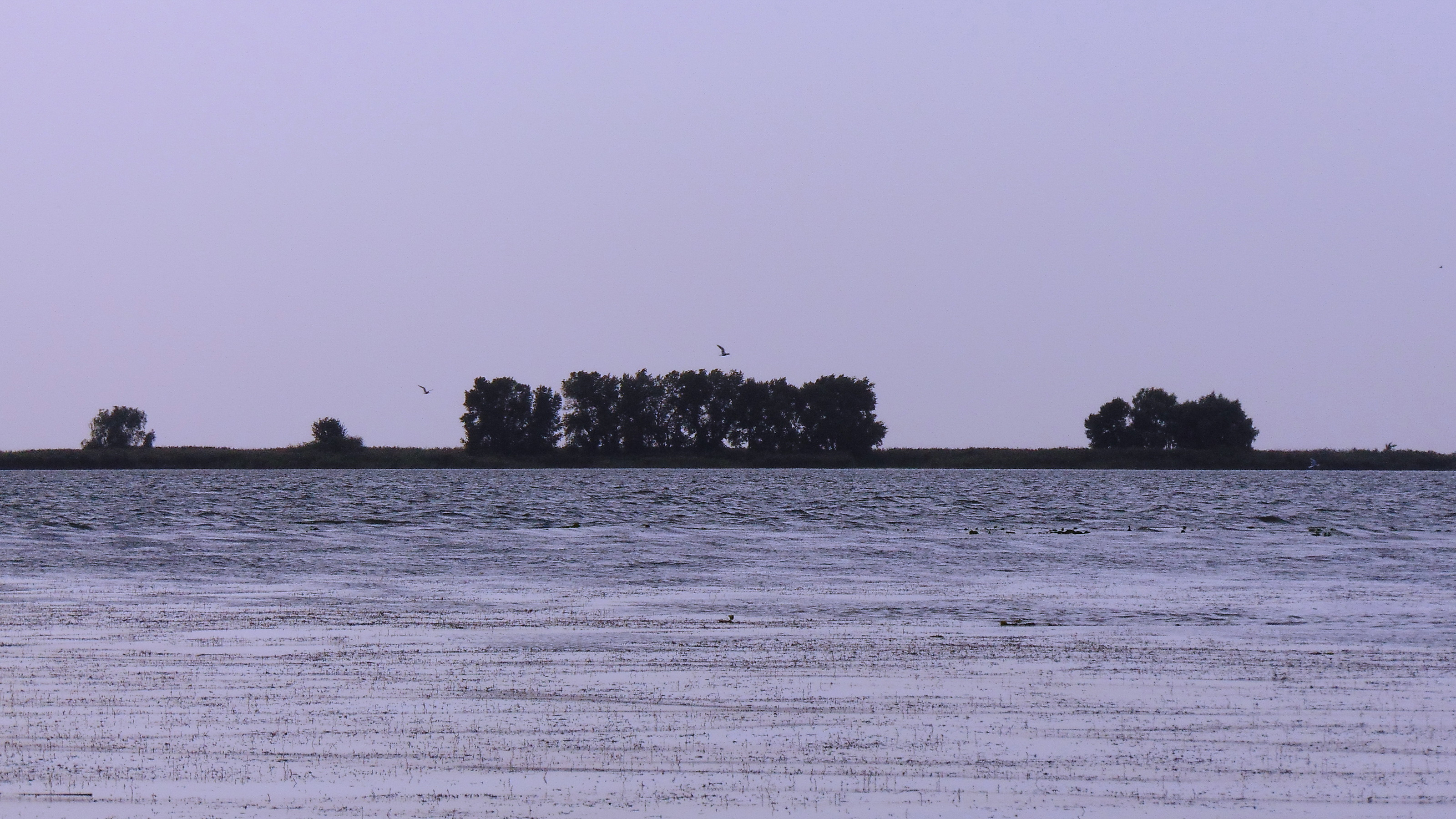
Біленьківський архіпелаг
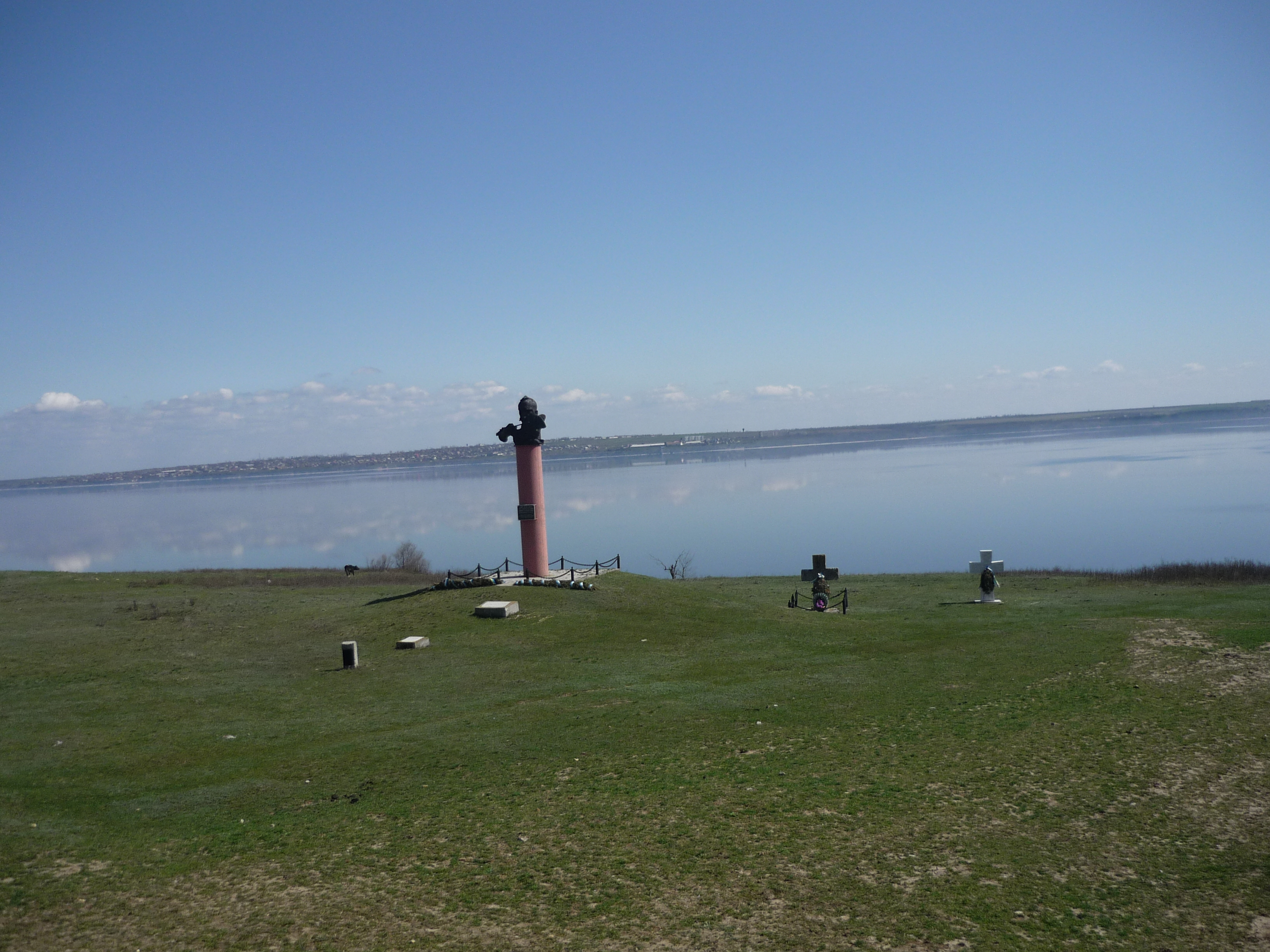
Кам'янська Січ. Могила Кошового отамана Січі Костя Гордієнка
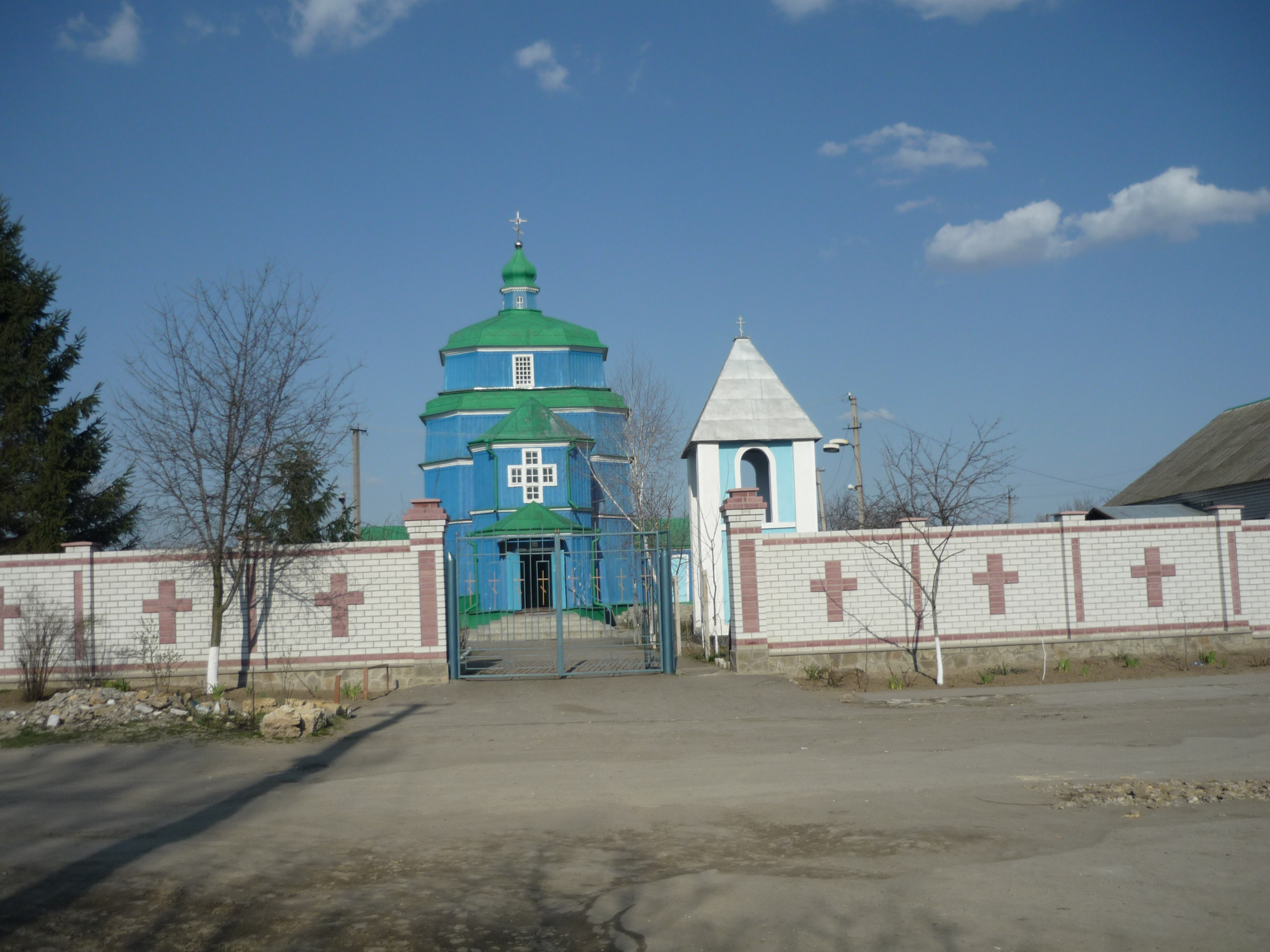
Плавуча дерев'яна козацька церква в Бериславі
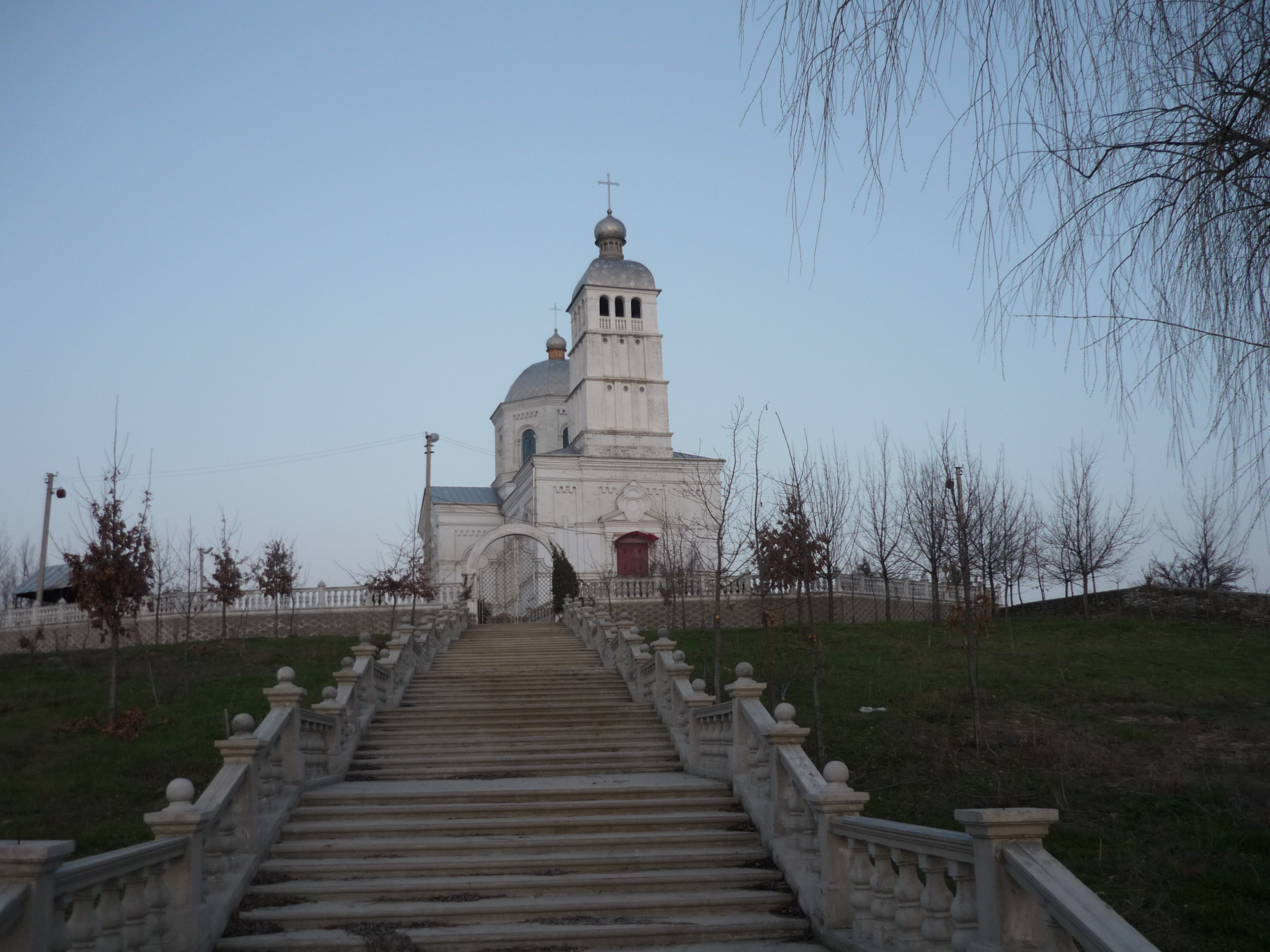
Церква Різдва Святої Богородиці в Князе-Григорівці
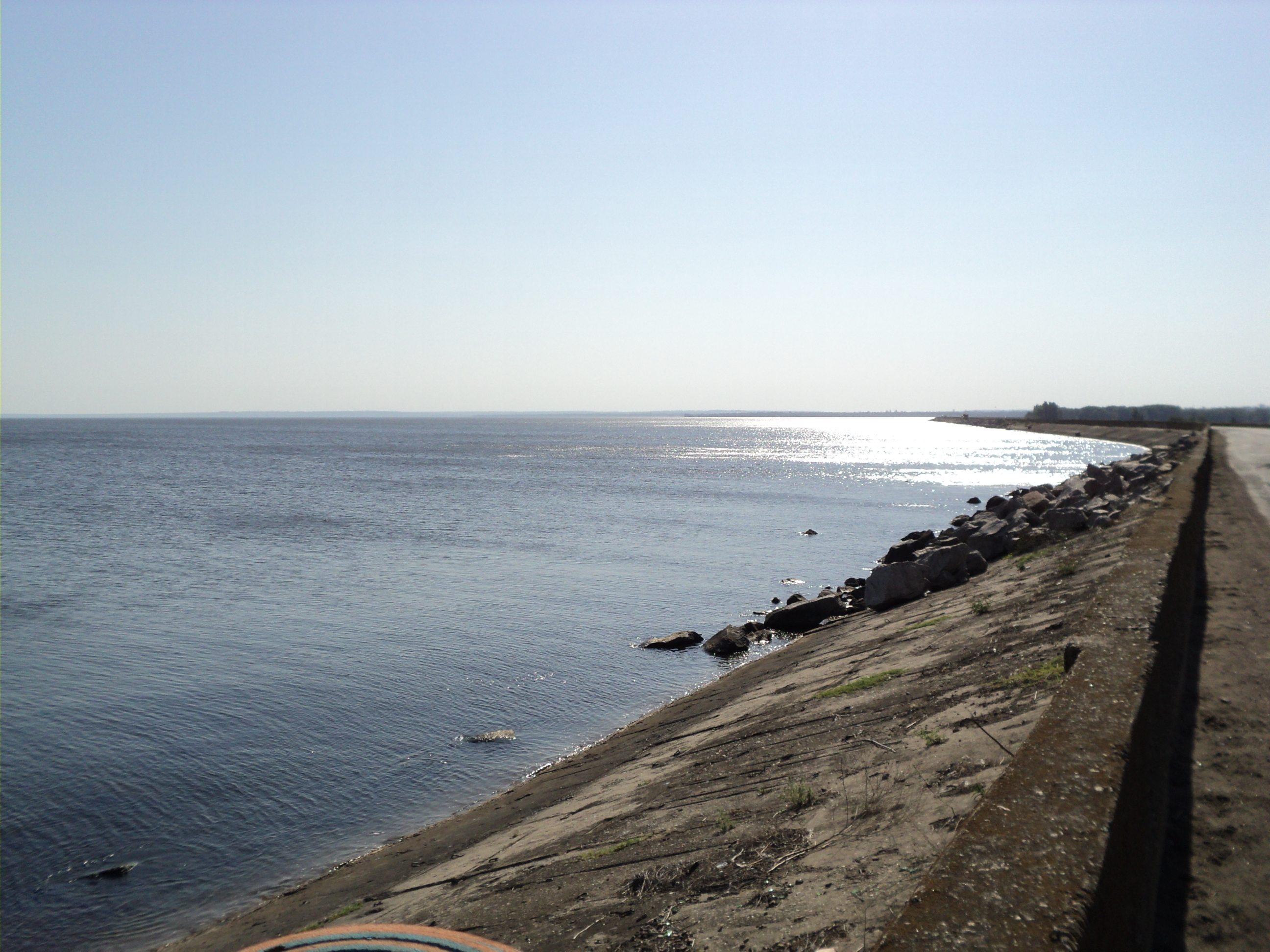
Краєвид Каховського водосховища із дамби над Базавлуком у напрямку Мар'янського, з автошляху Н23
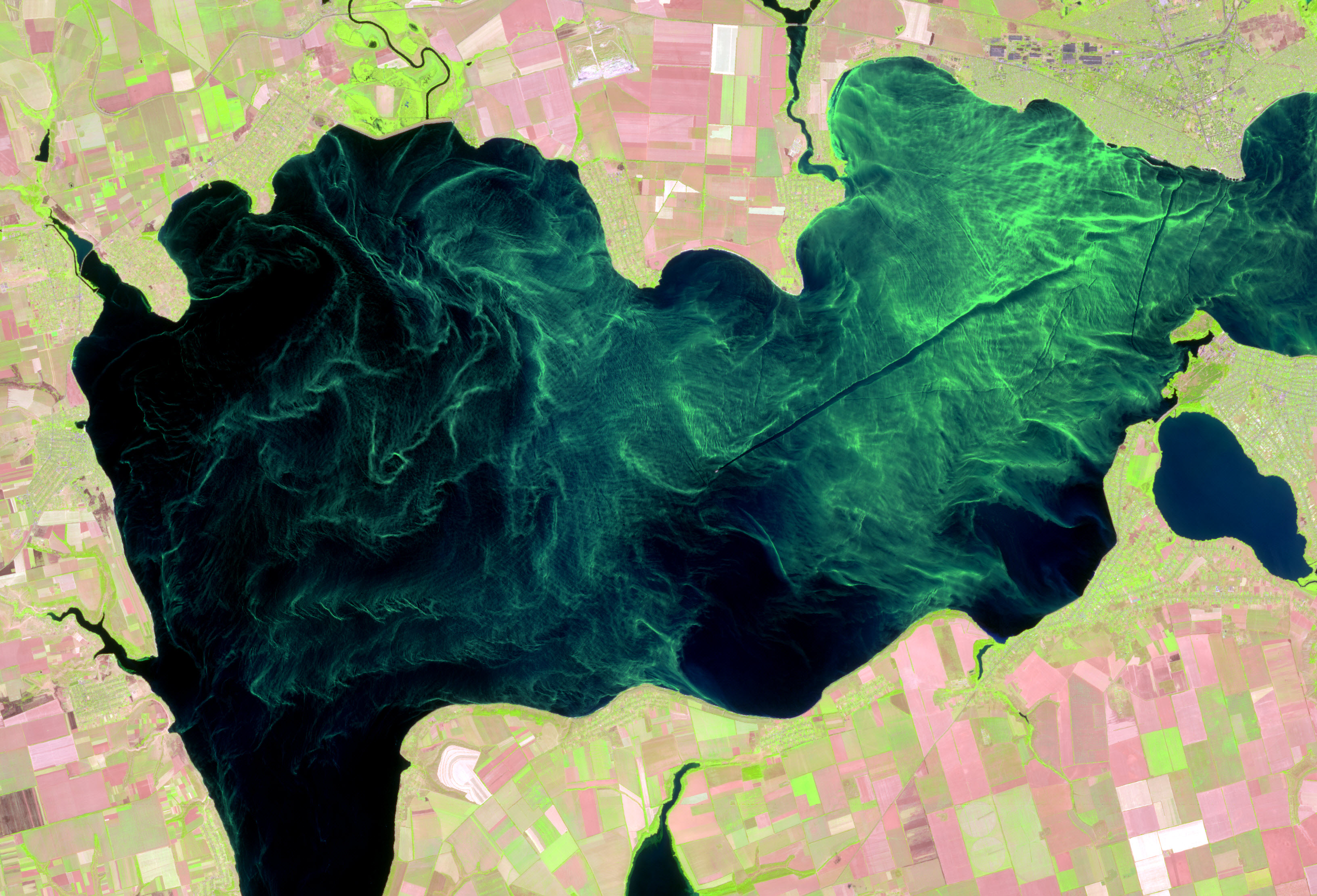
Цвітіння вод. Супутниковий знімок, 2016
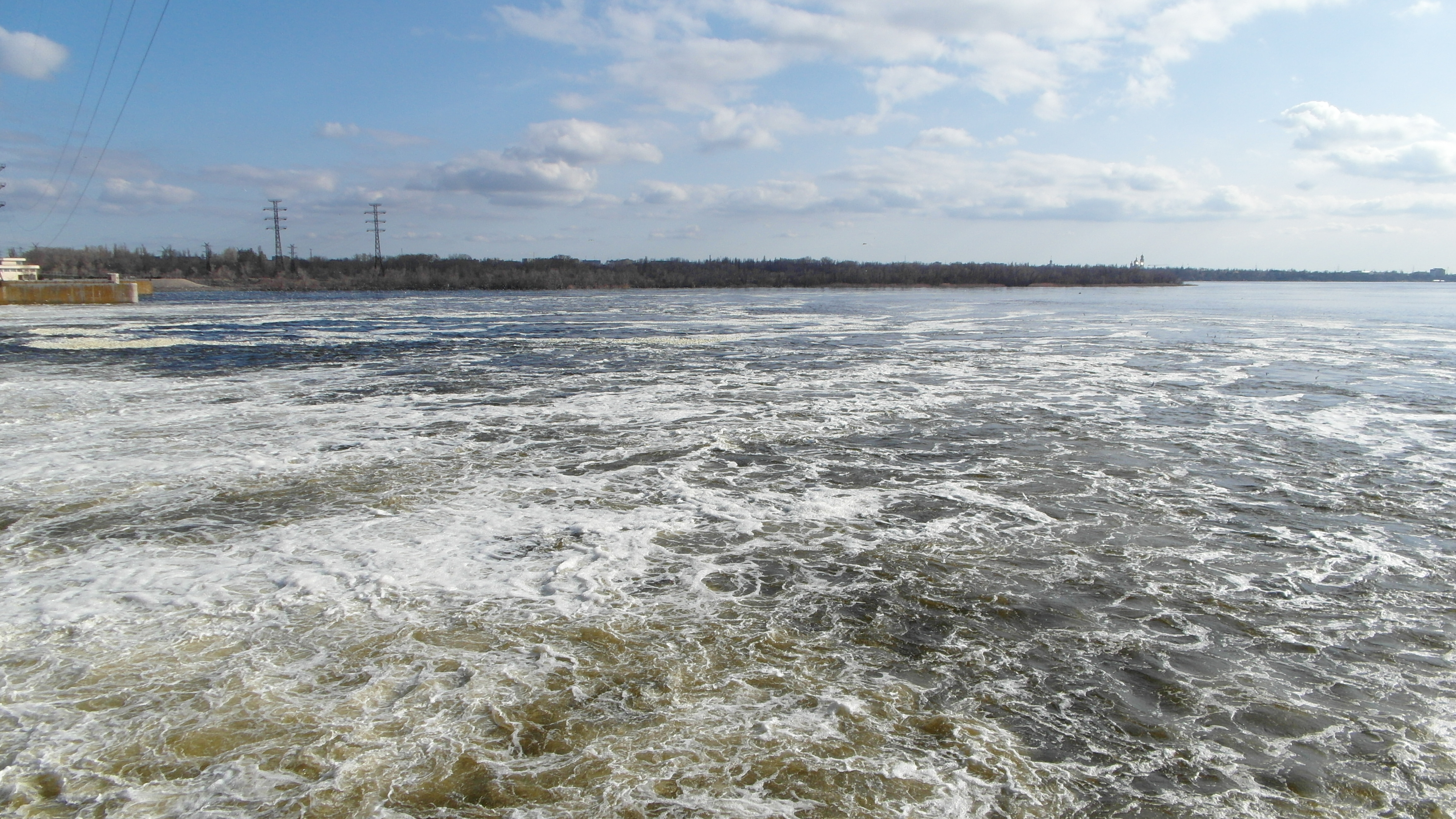
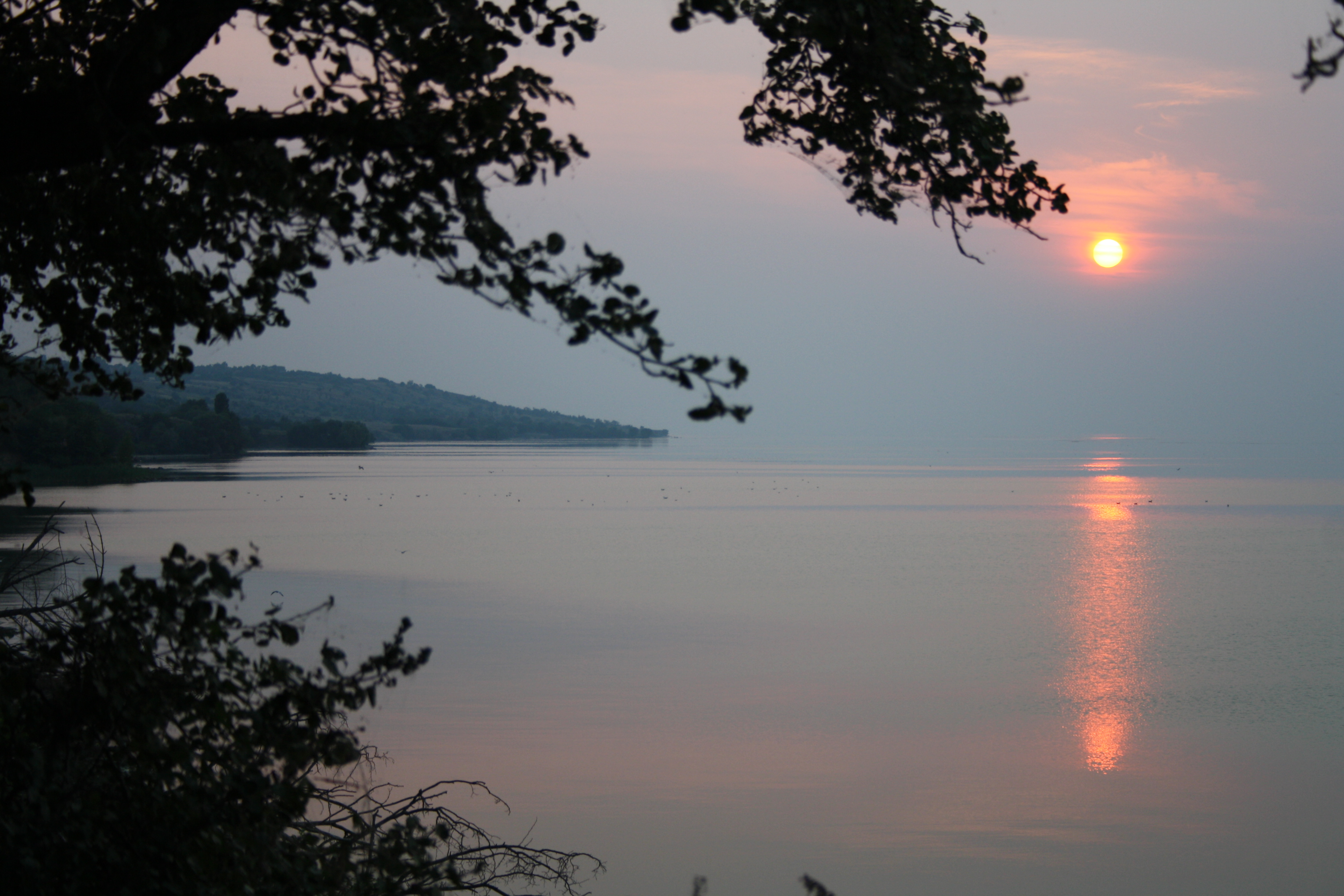
Світанок над Каховським водосховищем
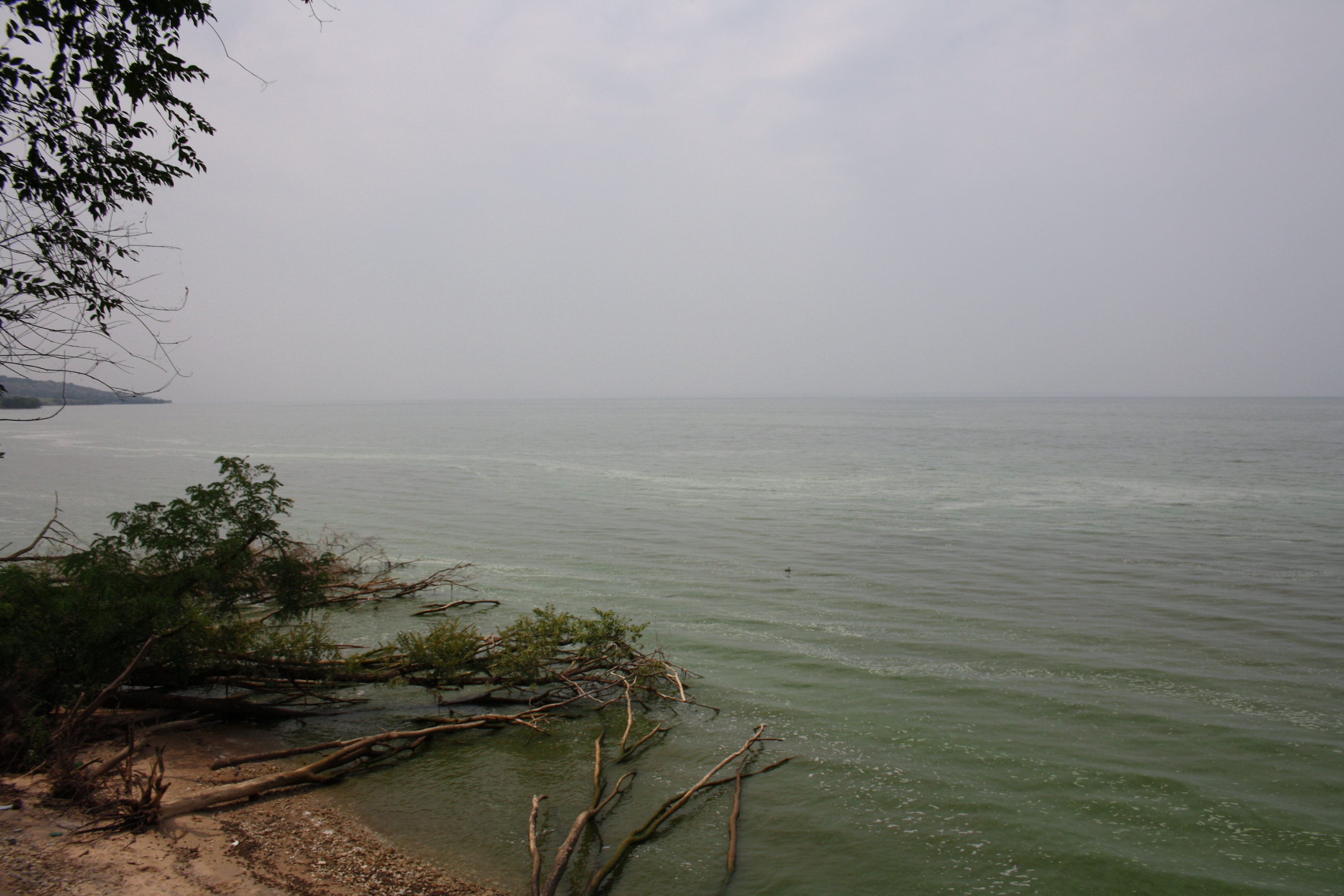
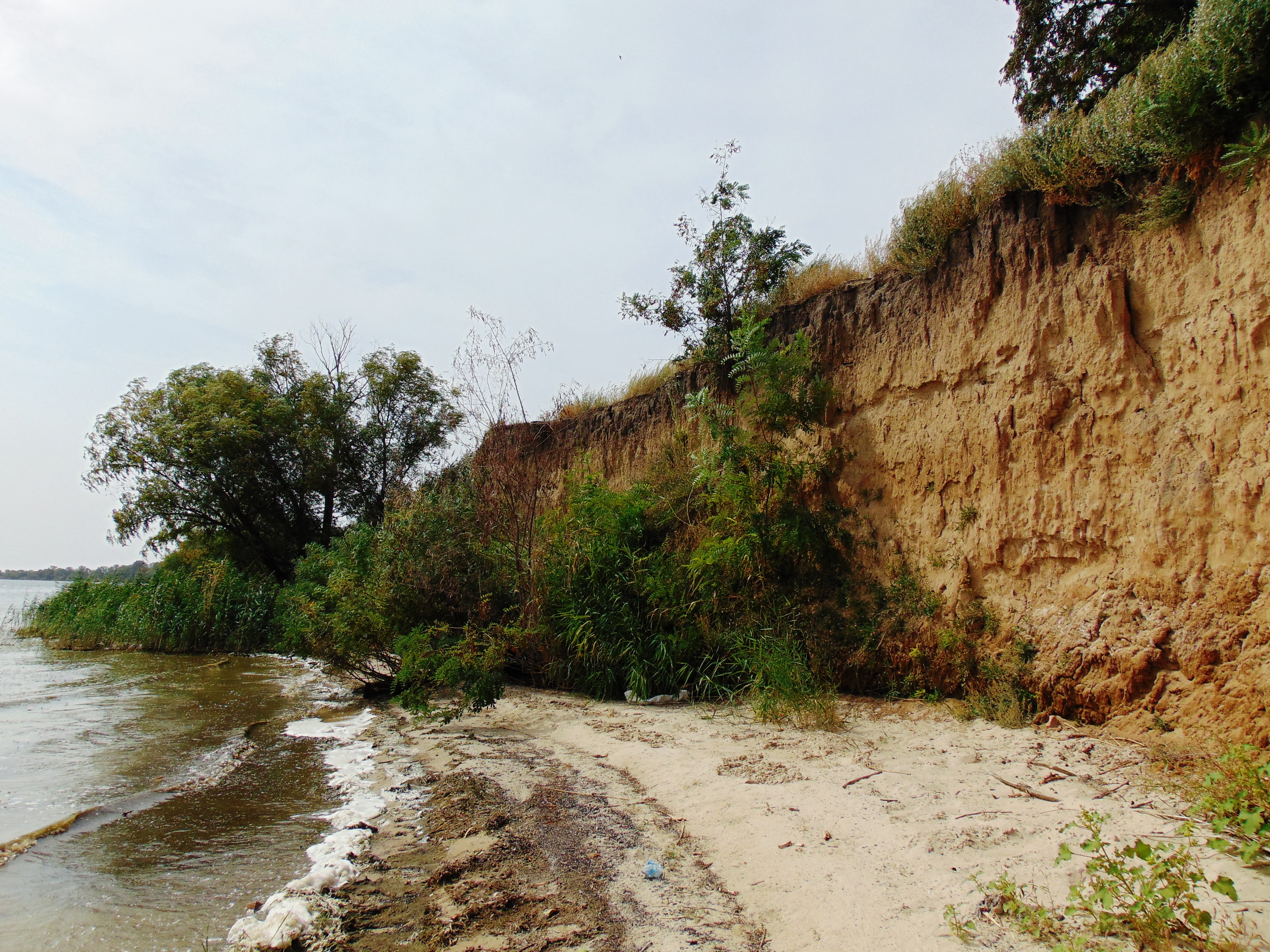
Берегова абразія
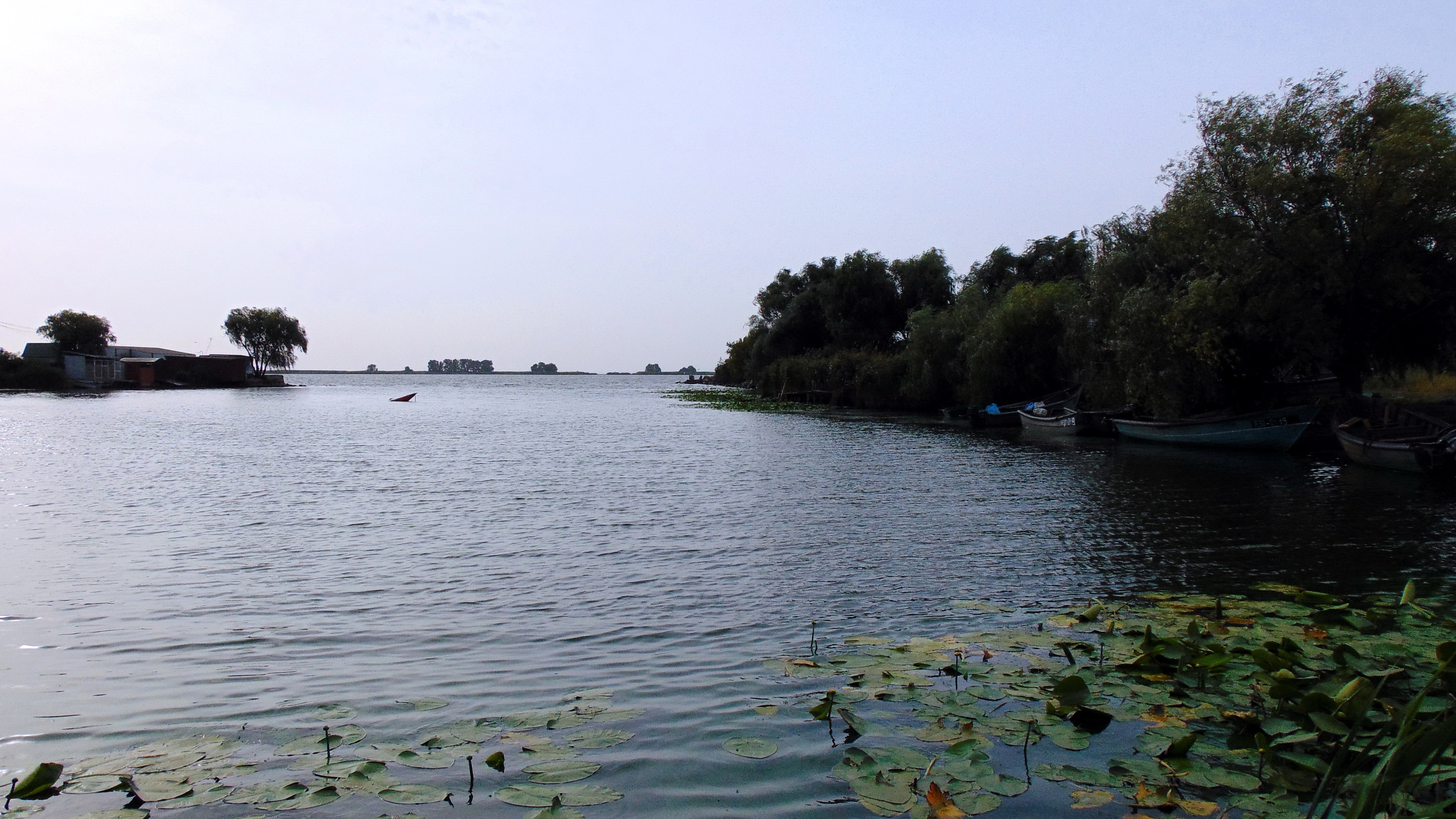
Рибацька бухта (c.Біленьке)
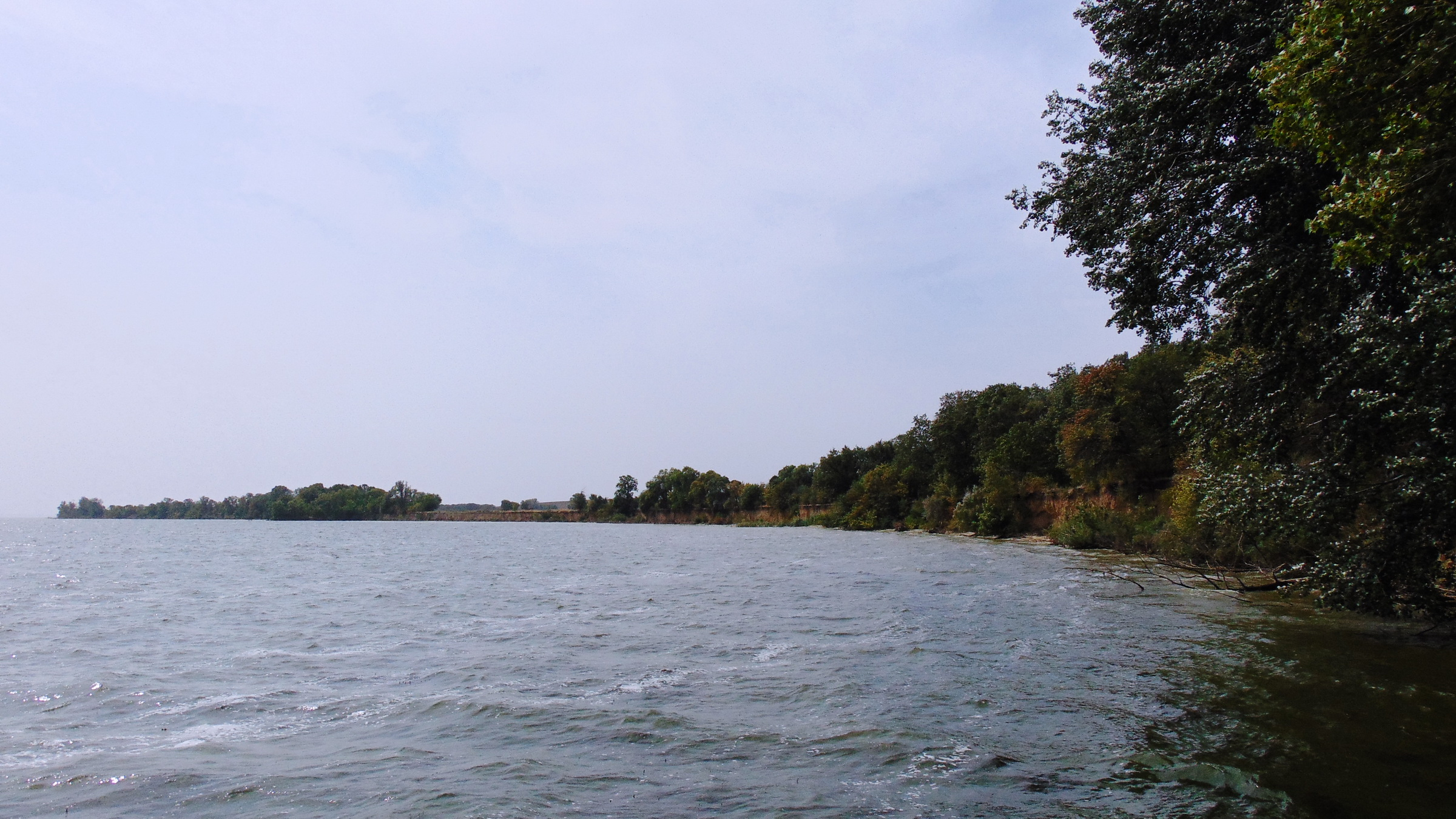
Околиці с.Біленьке
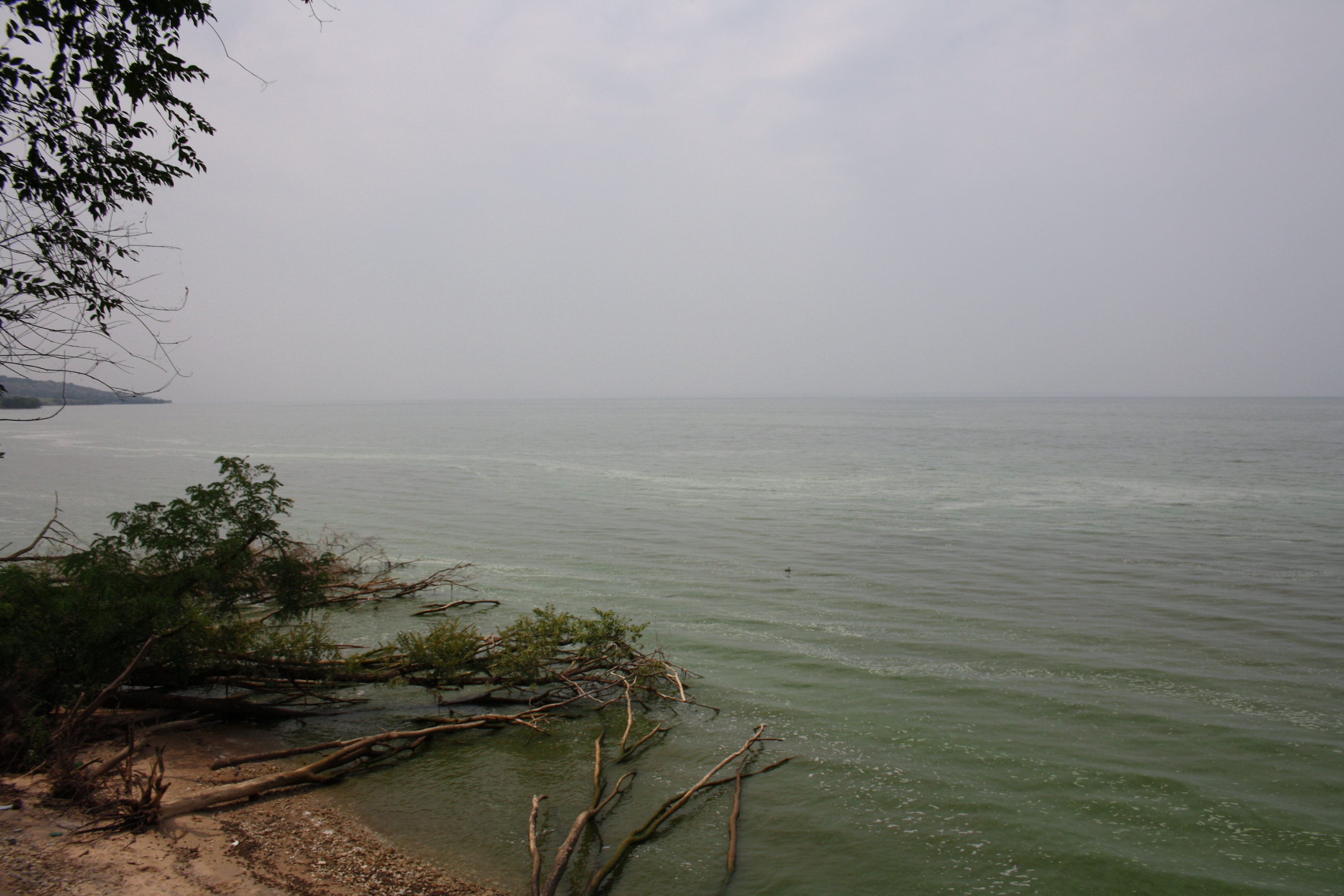